# Jean Charbonnel
Pour les articles homonymes, voir Charbonnel.
Jean Charbonnel, né le 22 avril 1927 à La Fère (Aisne) et mort le 19 février 2014 à Paris, est un homme politique français d'appartenance gaulliste.

## Biographie

### Jeunesse et études
Jean Charbonnel effectue sa scolarité secondaire au lycée Henri-IV, puis au lycée Louis-le-Grand. Une fois le baccalauréat obtenu, il s'inscrit à la faculté des lettres de l'université de Paris. Il est également élève à l'École normale supérieure, où il suit des études d'histoire.
Il est reçu à l'agrégation d'histoire en 1951. Il est admis au sein de l'École nationale d'administration (1954-1956).

### Début de carrière
À sa sortie de l'ENA, il est nommé auditeur à la Cour des comptes. Il y est promu conseiller maître en 1983.
Après avoir commencé sa carrière politique au MRP, dans la foulée d’Edmond Michelet, son modèle, il le quitte en 1947, ce parti modéré catholique refusant la double appartenance avec le RPF de Charles de Gaulle.
Il rejoindra plus tard l'Union démocratique du travail, le parti des gaullistes de gauche. Il est élu député de la deuxième circonscription de la Corrèze (UNR-UDT) en 1962 face à Jean Goudoux.
L'élection municipale de 1965 à Brive-la-Gaillarde est annulée et Charbonnel remporte celle de 1966, devenant ainsi maire.

### Secrétaire d'État à la Coopération
Jean Charbonnel a été secrétaire d'État aux Affaires étrangères, chargé de la Coopération de 1966 à 1967 sous de Gaulle dans le gouvernement Georges Pompidou (3) .
Il est l'organisateur de l'opération « Jeunes loups », dont le but était de promouvoir une nouvelle génération de cadres gaullistes, souvent issus comme lui de l'ENA, aux élections législatives de 1967 (Jacques Chirac en faisait partie). Lors des mêmes élections, il est battu dans sa deuxième circonscription de Corrèze par Roland Dumas.

### Ministre de l'Industrie
Jean Charbonnel est ensuite nommé, au moment où le Premier ministre Pierre Messmer remplace Jacques Chaban-Delmas, ministre du Développement industriel et scientifique, dans les gouvernements Pierre Messmer (1) et (2), de juillet 1972 à février 1974, en remplacement de François-Xavier Ortoli. À ce titre, il baptisa la fusée Ariane.
Il choisit comme directeur de cabinet Bernard Rauline, moins favorable à l’informatique. Michel Barré, PDG de la CII, indiquera un an et demi après qu'il ne « connaissait absolument pas le dossier », a été « soumis à des influences contradictoires », puis s'est « trouvé rapidement confronté avec des problèmes d'horlogerie qui l'ont beaucoup occupé ».
Cependant, lors des développements du Plan Calcul et d'Unidata, consortium auquel la CII travaille avec Siemens depuis janvier 1972 il tranche, sans réserves, le 26 juin 1973 en faveur de Michel Barré, PDG de la CII et Paul Richard, son actionnaire, même si l'autre actionnaire, la CGE exprimait des réserves ce qui l'amène six mois plus tard à nuancer sa position, après avoir signalé en juillet 1973, que le gouvernement n'est pas encore uni ni décidé sur le sujet et précisé dans une lettre d'octobre que cet accord préalable ne saurait entraîner d'obligation financière de la part de l'État.
Au moment de l'Affaire Lip, il apporte des nuances à la ligne « Lip, c'est fini » du Premier ministre. Sa gestion modérée est mise en cause par le ministre des finances Valéry Giscard d'Estaing et le Premier ministre Pierre Messmer, qui le juge trop indulgent avec les syndicats de Lip. Il s'oppose à ce sujet à des grands patrons comme Ambroise Roux, Sylvain Floirat, Jean-Luc Lagardère, qui viennent le visiter.
« C’est de l’intérieur qu’il a vu le régime s’infléchir vers le conservatisme, et de crise de l’énergie en affaire Lip, laisser s’affirmer les tendances » portées par Valéry Giscard d'Estaing. Il déplore alors les divisions au sein du CNPF, le fait que la majorité gaulliste doive « faire face à une autre opposition, sur sa droite, celle des Réformateurs », l'absence de ministre du commerce extérieur, qui lui fait perdre beaucoup de temps, et l’interventionnisme de Valéry Giscard d'Estaing dans les affaires industrielles, via son contrôle sur le Fonds de développement économique et social (FDES) et la Délégation à l'aménagement du territoire, rattachés au ministère de VGE.
Ses derniers jours au ministère font l'objet d'intenses discussions et échanges de courrier sur le dossier informatique. Une présentation officielle de Cyclades le 8 février 1974 et 4 jours après un conseil interministériel sur l’informatique, dont le résultat n'est annoncé qu'après 48 heures par l’Élysée, le président Georges Pompidou arbitrant en faveur d'Unidata et Cyclades, et demandant à Charbonnel de soutenir ce choix dans la presse,, même si Ambroise Roux espérait encore quatre jours plus tôt obtenir une autre décision, le rapprochement de la CII avec l'américain Honeywell.
Il s'exécute mais en semblant ménager Ambroise Roux,. Le lendemain, Michel Barré, PDG de la CII, répond à la lettre de septembre d'Ambroise Roux et convoque les médias pour les informer qu'il « appris par la presse » en avril-mai 1973 les intentions d'Honeywell-Bull, qui avait pourtant écarté une offre de la CII en 1971. Le surlendemain, Georges Pompidou révèle avoir la maladie de Waldenström puis meurt un mois après. Parmi ses dernières décisions, une lettre de Jean Charbonnel à Paul Richard du 26 février 1974 approuvant sans réserves Unidata, puis son remplacement par Yves Guéna deux jours après.

### L'après-1974
En contradiction avec les partisans du libéralisme économique du gouvernement, Jean Charbonnel est évincé lors du remaniement ministériel du 28 février 1974. Il est remplacé par Yves Guéna, qui ne restera que trois mois, remplacé par Michel d'Ornano dès l'élection de Valéry Giscard d'Estaing.
Après l'élection à la présidence de ce dernier en 1974, il se rapproche progressivement de la gauche et raconte cette expérience dans un livre publié en 1976.
Jean Charbonnel eut souvent des rapports conflictuels avec le mouvement gaulliste (notamment avec Jacques Chirac, autre élu de Corrèze, nommé Premier ministre par Valéry Giscard d'Estaing de 1974 à 1976). Ce n'est qu'en 1979, qu'il adhère au RPR, créé en 1976 par Jacques Chirac et devient député RPR en 1986.
Mais il refuse de soutenir sa candidature aux présidentielles de 1981 et 1988, ce qui lui vaut d'être exclu en 1990 du RPR. Le parti gaulliste lui oppose ainsi un candidat qui le battra à l'élection législative de 1993 et à l'élection municipale de 1995.
Il meurt à Paris le 19 février 2014.
Lors de ces obsèques, outre la famille et les proches de Jean Charbonnel, étaient présents l'actuel maire de Brive Philippe Nauche, Frédéric Soulier ou Robert Poujade. L’inhumation a lieu en Bretagne à Tréflez, dans l’intimité familiale.

## Prises de position
Il apporte son soutien à François Mitterrand en 1988, reprochant au RPR d'avoir renié le gaullisme au profit d'un « libéralisme de plus en plus échevelé ».
En 2002, il a soutenu la candidature de Jean-Pierre Chevènement à l'élection présidentielle, puis celle de Nicolas Sarkozy en 2007.
Il a été président de l'Action pour le renouveau du gaullisme et de ses objectifs sociaux, devenu la convention des gaullistes sociaux pour la Ve République. Il cède en 2013 la présidence de ce mouvement à Jérôme Baloge.

### Assassinat de Robert Boulin
Ami de Robert Boulin, mort dans des circonstances troubles, Jean Charbonnel déclare à plusieurs reprises (sur France Inter en 2009, dans Sud-Ouest en 2011, sur France 3 en 2013) ne pas croire à la version officielle du suicide du ministre Boulin. Il poursuit en ajoutant qu'il détient et s'engage, si on le lui demande, à fournir à la justice les noms des deux responsables de ce qu'il qualifie d'assassinat. Ces deux noms lui avaient été confiés fin 1979 par Alexandre Sanguinetti. Après la mort de Jean Charbonnel, sa veuve a remis à la Justice les noms de ces deux commanditaires.

## Vie personnelle
Il épouse la nièce de l'historien Jean Touchard.

## Détail des mandats et fonctions
Fonctions électives :
- Maire de Brive-la-Gaillarde (1966-1995)
- Député gaulliste à l'Assemblée nationale (1962-1967, 1968-1972, 1986-1993)
- Conseiller général de la Corrèze, élu dans le canton de Brive-la-Gaillarde-Nord puis à Brive-la-Gaillarde-Centre (1964-1988)
- Membre du secrétariat général de l'UNR-UDT (1967-1968)
- Secrétaire général adjoint de l'UDR (1968-1971)
- Président de la commission des finances de l'Assemblée nationale (1971-1972)

Fonctions gouvernementales :
- Secrétaire d'État aux Affaires étrangères, chargé de la Coopération (1966-1967)
- Ministre du Développement industriel et scientifique (1972-1974)

## Œuvres
- L'Aventure de la fidélité, Paris, Le Seuil, 1973.
- Radioscopie des oppositions, Paris, Plon, 1973.
- Comment peut-on être opposant?, Paris, Robert Laffont, 1983.
- Edmond Michelet, Paris, Beauchesne, 1987, 12e prix de la Fondation Pierre-Lafue, prix Général Muteau de l'Académie française et grand prix catholique de littérature[21] en 1988
- De Gaulle au Présent, Paris, Flammarion, 1990.
- À la gauche du Général, Paris, Plon, 1998.
- Le Gaullisme en questions, Paris, PUF, 2002.
- Les Légitimistes de Chateaubriand à De Gaulle, Paris, La Table Ronde, 2006.
- Jean Charbonnel, entretiens avec Laurent de Boissieu, Pour l'honneur du Gaullisme, contre-enquête sur un héritage, Paris, Riveneuve, 2011, 354 p. (ISBN 978-2-36013-078-8)

## Études
- Jean Charbonnel, sous la direction de Gilles Le Béguec, Tulle, Mille Sources, 2018.
- Jérôme Pozzi et Gilles Le Béguec (dir.), Jean Charbonnel. Un intellectuel gaulliste en politique, Paris, L'Harmattan, 2023.

## Décorations
- Chevalier grand-croix de l'Ordre du Mérite de la République italienne[22].

## Hommages
Le 7 novembre 2014, quelques mois après sa mort, le nom de Jean Charbonnel est donné à la place de l'hôtel de ville à Brive.